# The Cuguars
The Cuguars су били успешан краткотрајни српски комични рок састав из Београда, који се углавном састојао од познатих српских глумаца. Формиран 1997. године, бенд је објавио два албума са шаљивим песмама, пре него што су се распустили 2001. године.

## Историја
Бенд који углавном чине глумци основали су 1997. Драган Јовановић (вокал), Дејан Матић (триангл, вокал), Никола Ђуричко (гитара, вокал), Раде Марковић (гитара, вокал), Борис Миливојевић (бас гитара), Богдан Диклић (бубњеви), Papa Nick (Вељко Николић - удараљке) и Тибор Тот (удараљке), који су намеравали да изводе и снимају музику за позоришне представе. Бенд је добио име по позоришној трупи Кугуарси, чији су чланови били део, названој по стању гардеробе коју су глумци користили за пробе. Подсећала их је на јазбину коју су окупирале пуме.
Деби албум, објављен без много комерцијалних амбиција, састојао се од материјала снимљеног као музика из позоришне представе Смешна страна музике. Већина песама на албуму биле су духовите верзије, било рок-хитова, на пример песма Smoke on the Water бенда Дип Перпл, или дечјих песмама, као што је, на пример Лептирићу шаренићу од Јована Јовановића Змаја, или њихове интерпретације дечје песме Кад си срећан. На албуму су се нашле и хит песме Зидарева љубав, турбо-фолк пародијска песма, за коју је текст песме написао редитељ Срђан Драгојевић, и фудбалска химна Дејо, посвећена члану фудбалске репрезентације Југославије Дејану Савићевићу.
Други студијски албум Опен де дор представио је бенд озбиљније, али је ипак садржао порнографску пародију на нумеру АББА-е Chiquitita; пародију, са текстом на енглеском језику, на хит Мирослава Илића Девојка из града; и нумеру Сутра припада мени из  мјузикла Кабаре, са стиховима на српском језику под називом Будућност је само за нас. На албуму су се нашли и блуз класик Fever са текстом на српском језику преименованим у Зима, који је постао национални хит, и а капела верзија песме Бијелог дугмета Не спавај мала моја музика док свира, за који је главни вокал певао Богдан Диклић, снимљен како би личио на верзију коју је Диклић отпевао у филму Национална класа из 1979. године.
Тибор Тот је погинуо у саобраћајној несрећи 30. новембра 1999. године, а бенд је престао да постоји.

## Дискографија
- Смешна страна музике (1998)
- Опен де дор (1999)[2]